# Boha

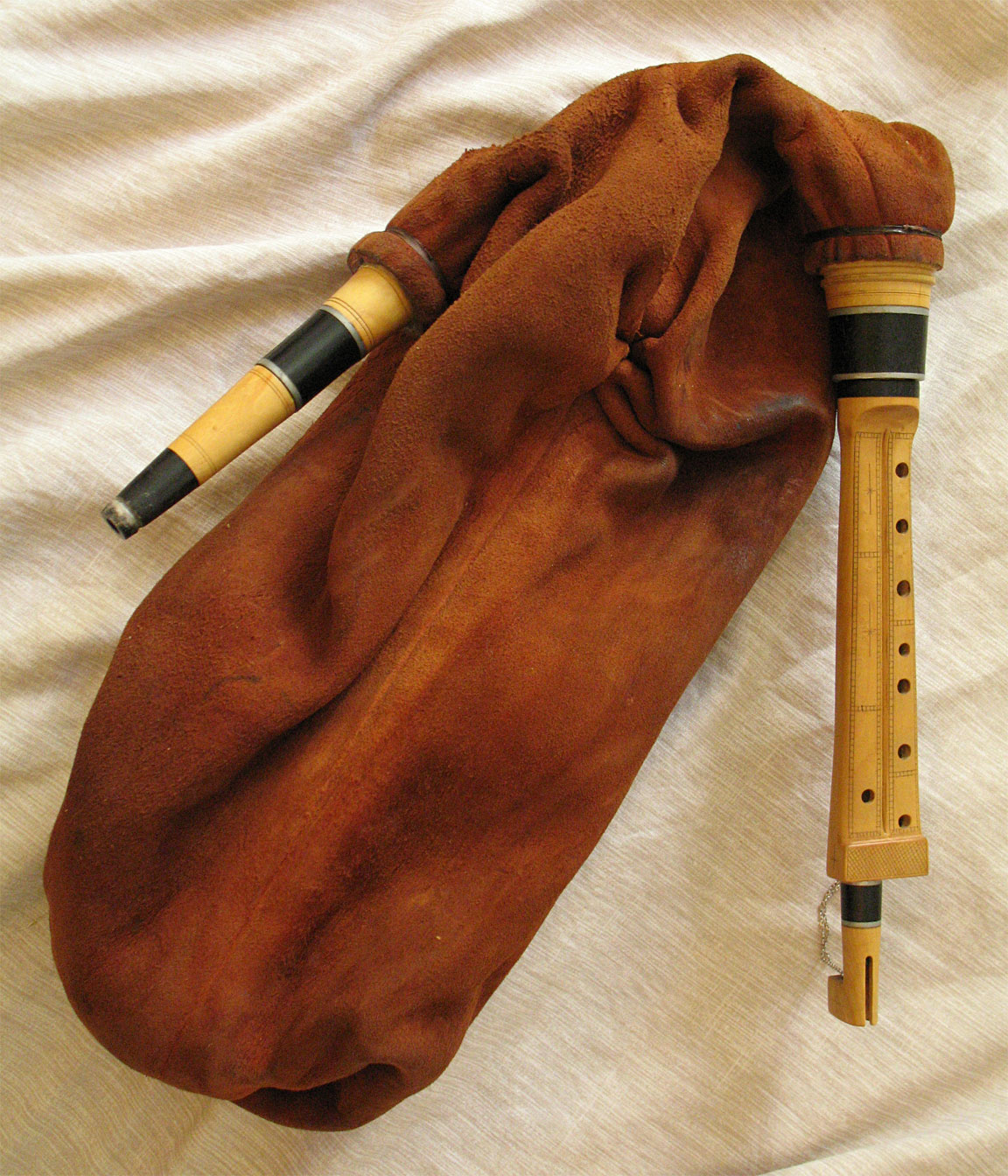
Boha feita em 2003

A boha (também conhecida como Cornemuse Landaise ou bohaossac) é um tipo de gaita de fole nativa das Landes da Gasconha, no sudoeste da França.
Esta gaita de fole é notável por ter uma grande semelhança com a gaita de fole do Leste Europeu, particularmente a gaita de fole contra-chanter da planície da Panônia (por exemplo, a duda húngara), do que com outras gaitas da Europa Ocidental. Ele apresenta um chanter e um drone perfurado em um corpo retangular comum. Tanto o chanter quanto o drone usam palhetas simples.